# Acheron
Der Acheron (altgriechisch Ἀχέρων Achéron; neugriechisch Αχέροντας Acherontas, weitere Namen Μαυροπόταμος Mavropotamos „schwarzer Fluss“ und Φαναριώτικος Fanariotikos nach dem Ort Fanari nahe der Mündung; albanisch Gurla) ist ein 58 Kilometer langer Fluss in Nordwestgriechenland. Er durchfließt die historische Region Epirus und ist darüber hinaus ein Topos der griechischen Mythologie.

## Verlauf
Der Fluss Acheron speist sich aus zwei Quellflüssen. Der westliche entspringt am Osthang der Souli-Berge (griechisch Όρη Σουλίου Ori Souliou) und verläuft nach Süden auf die Ortschaft Polystafylo zu. Der östliche entspringt dem Bergmassiv des Tomaros, an welchem auch das antike Heiligtum von Dodoni liegt. Dieser Quellfluss fließt in südwestlicher Richtung auf die Ortschaft Polystafylo zu. Bei Polystafylo vereinigen sich beide Quellflüsse zum Acheron. Die Fließrichtung des Quellflusses aus dem Tomaros-Massiv wird dabei nach Polystafylo fortgesetzt. Der Abschnitt zwischen Polystafylo und Trikastro ist 12 bis 15 km lang und wird auch als Lakka Souliou bezeichnet. Nördlich der Ortschaft Trikastro schwenkt der Acheron seinen Verlauf nach Nord-Nordwesten und tritt in ein enges Tal ein, die Acheron-Schlucht (στενά Αχέροντα stena Acheronta, wörtlich „Acheron-Enge“).
Die Acheron-Schlucht beginnt bei der Ortschaft Trikastro an der Brücke von Serziana, wendet sich kurz vor der Einmündung des eiskalten Nebenflusses Tsangariotiko (Τσαγκαριώτικο) nach Westsüdwesten und endet bei den Wasserfällen an der Felsbrücke von Tzavelena. Der kleine Nebenfluss Pyriflegethon (Πυριφλεγέθων) mündet an dieser Stelle in den Acheron. Der Acheron schwenkt bei Tzavelena nach Westen und verbreitert etwas sein Tal. In diesem Flussabschnitt bis zur Ortschaft Glyki finden sich auf beiden Seiten des Flusses am Ufer die sogenannten Quellen des Acheron. Diese Quellen sind eiskalte Frischwasserquellen im und entlang dem Flussbett, die für die antiken Griechen direkt der Unterwelt zu entstammen schienen. Heute sind die Quellen des Acheron und die östlich liegende Acheron-Schlucht ein beliebtes Ausflugsziel für griechische und ausländische Touristen.
Nach der Ortschaft Glyki schwenkt der Acheron seinen Verlauf nach Südwesten und erreicht bei der Ortschaft Kastri eine Ebene in der Nähe der Küste. In dieser Ebene befand sich bis zum Ende des 19. Jahrhunderts der Acherousia-See, welcher unterdessen vollständig verlandet ist. Am Ufer des Acherousia-Sees lag das Totenorakel von Ephyra. Kurz vor der Ortschaft Mesopotamos mündet der Nebenfluss Kokytos aus den Bergen Paramythias im Norden kommend in den Acheron ein. Bei der Einmündung des Kokytos überquert die Nationalstraße 6 von Igoumenitsa nach Preveza den Acheron. Der Acheron durchfließt die Ortschaft Ammoudia und mündet in der Bucht von Ammoudia in das Ionische Meer. Seine antike Mündung in Form einer großen Bucht namens Glykys Limēn („süßer Hafen“) ist inzwischen verlandet.

## Mythologie
In der griechischen Mythologie sowie in Dantes Göttlicher Komödie ist er einer der fünf Flüsse der Unterwelt, in den die anderen, Styx, Kokytos, Phlegethon und Lethe einmünden. Er gilt – neben der Styx – als Totenfluss, über den Charon mit seiner Fähre die toten Seelen in den Hades bringt. In Platons Phaidon werden die Toten beschrieben, die einen „mittelmäßigen Wandel geführt haben“ und über den Acheron zum Acherusischen See gelangen, in dem sie sich reinigen und ihre Verfehlungen abbüßen, bevor sie wiedergeboren werden. Gelegentlich wird Acheron auch als Synonym für den Hades selbst benutzt. An seiner Mündung stand der Sage nach ein Totenorakel.
Acheron ist in der Mythologie ein Okeanide, einer der dreitausend Söhne und Töchter des Okeanos und der Tethys. Zusammen mit der Nymphe Orphne (bzw. Gorgyra) zeugte er Askalaphos.

## Bilder

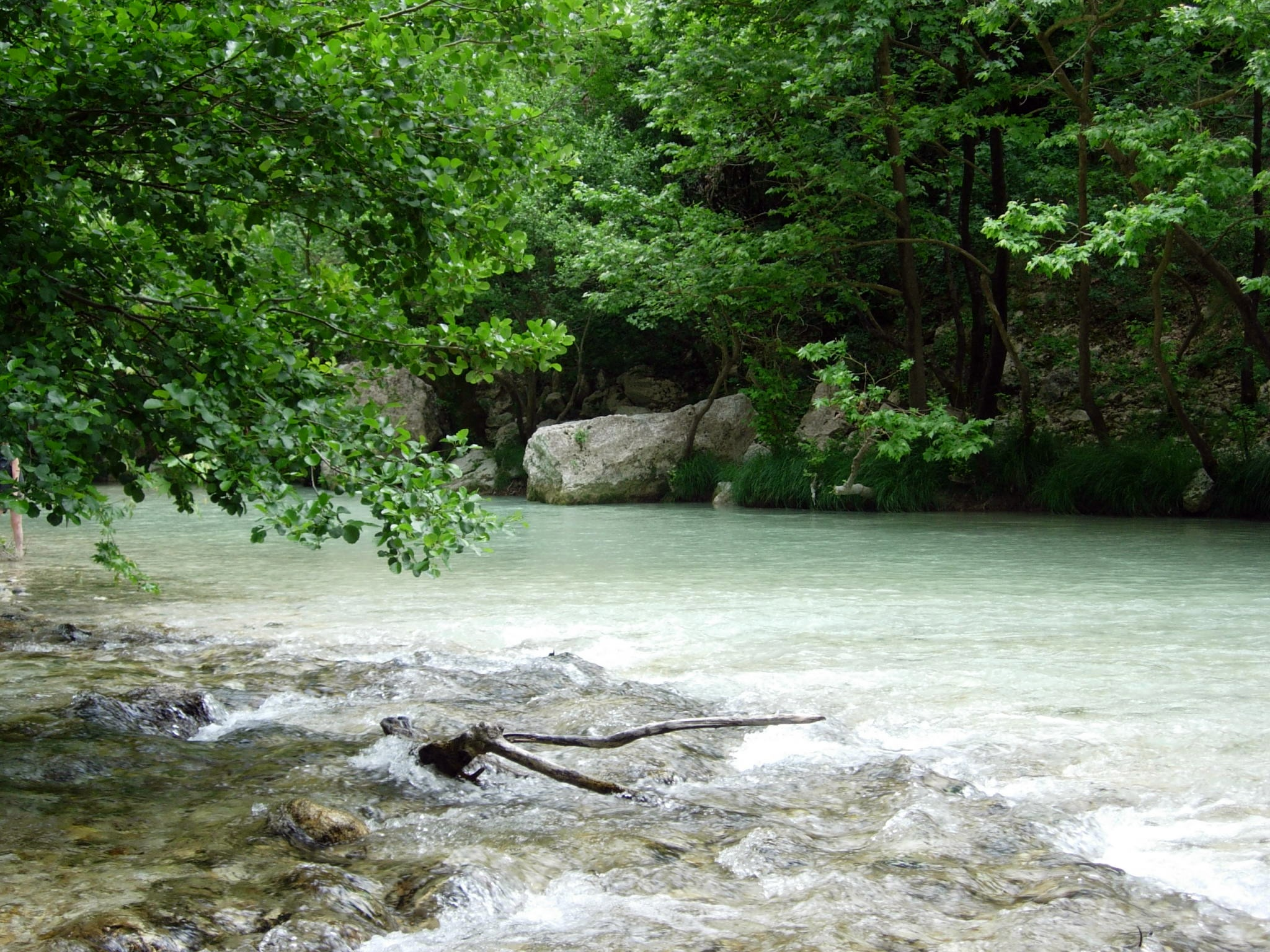
Der Acheron in der Nähe der Ortschaft Glyki
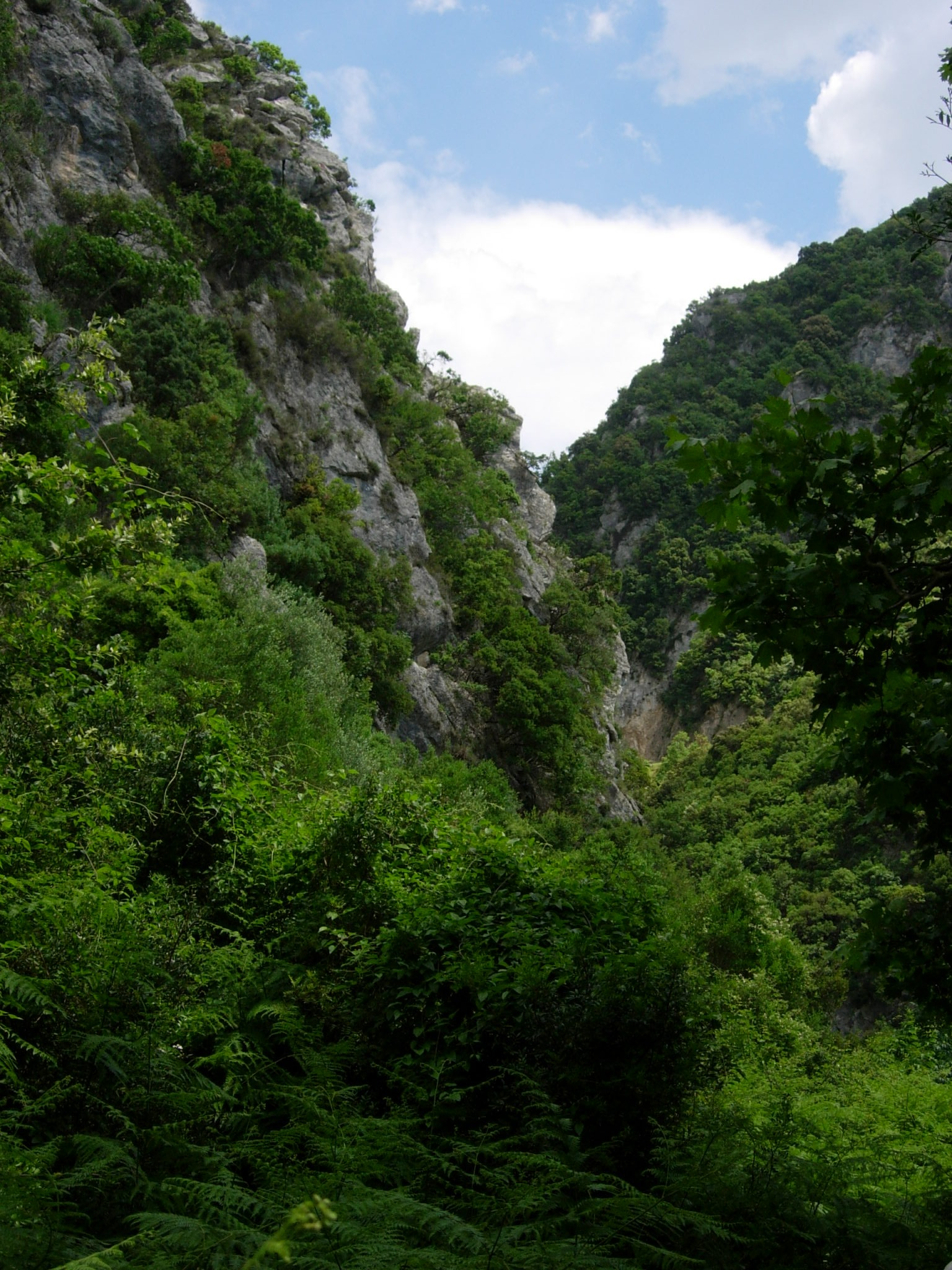
Das Tal des Acheron (Engen des Acheron) in der Nähe von Glyki
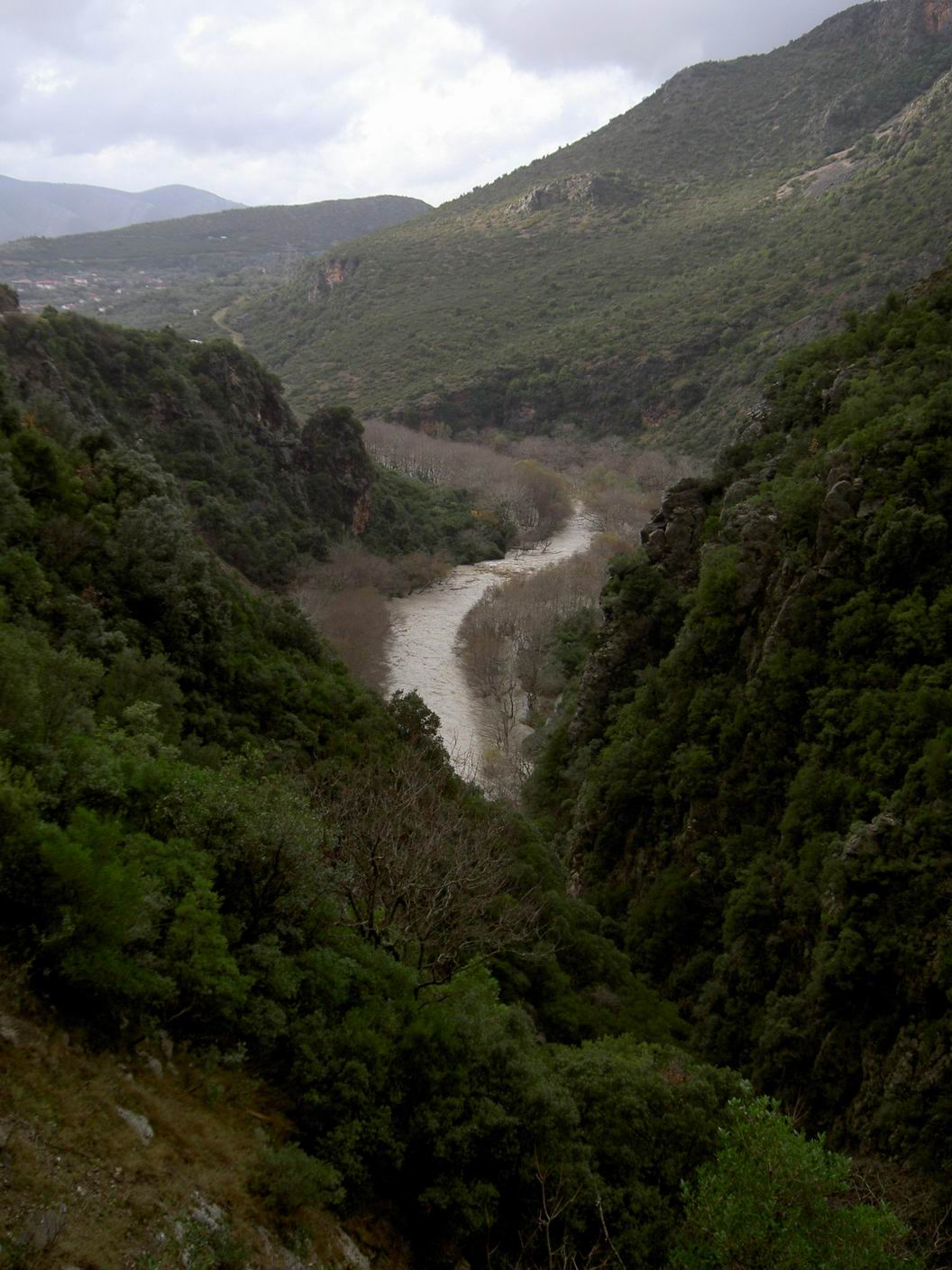
Die sogenannten Quellen des Acheron im Verlauf des Flusses
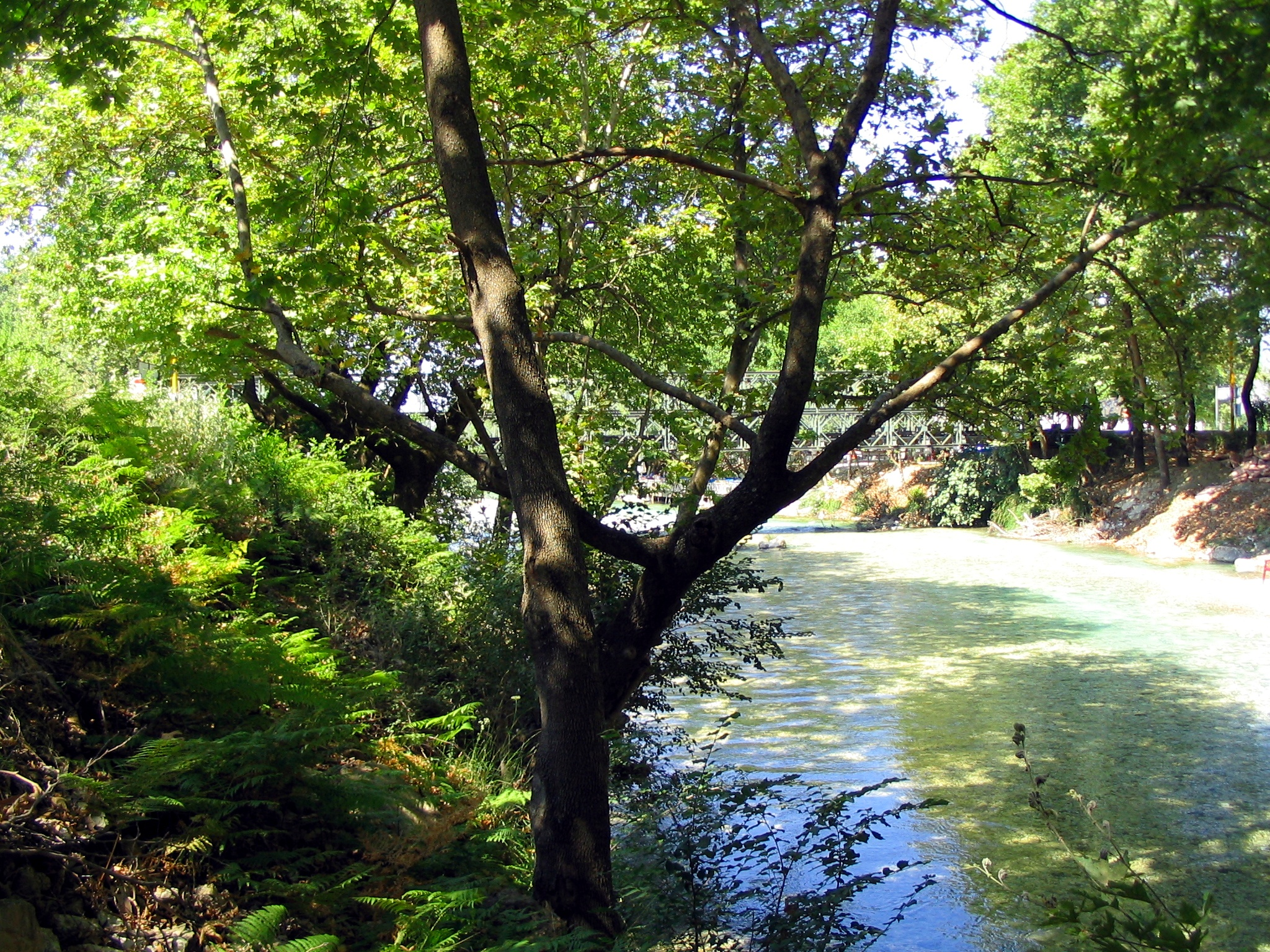
Impression 1
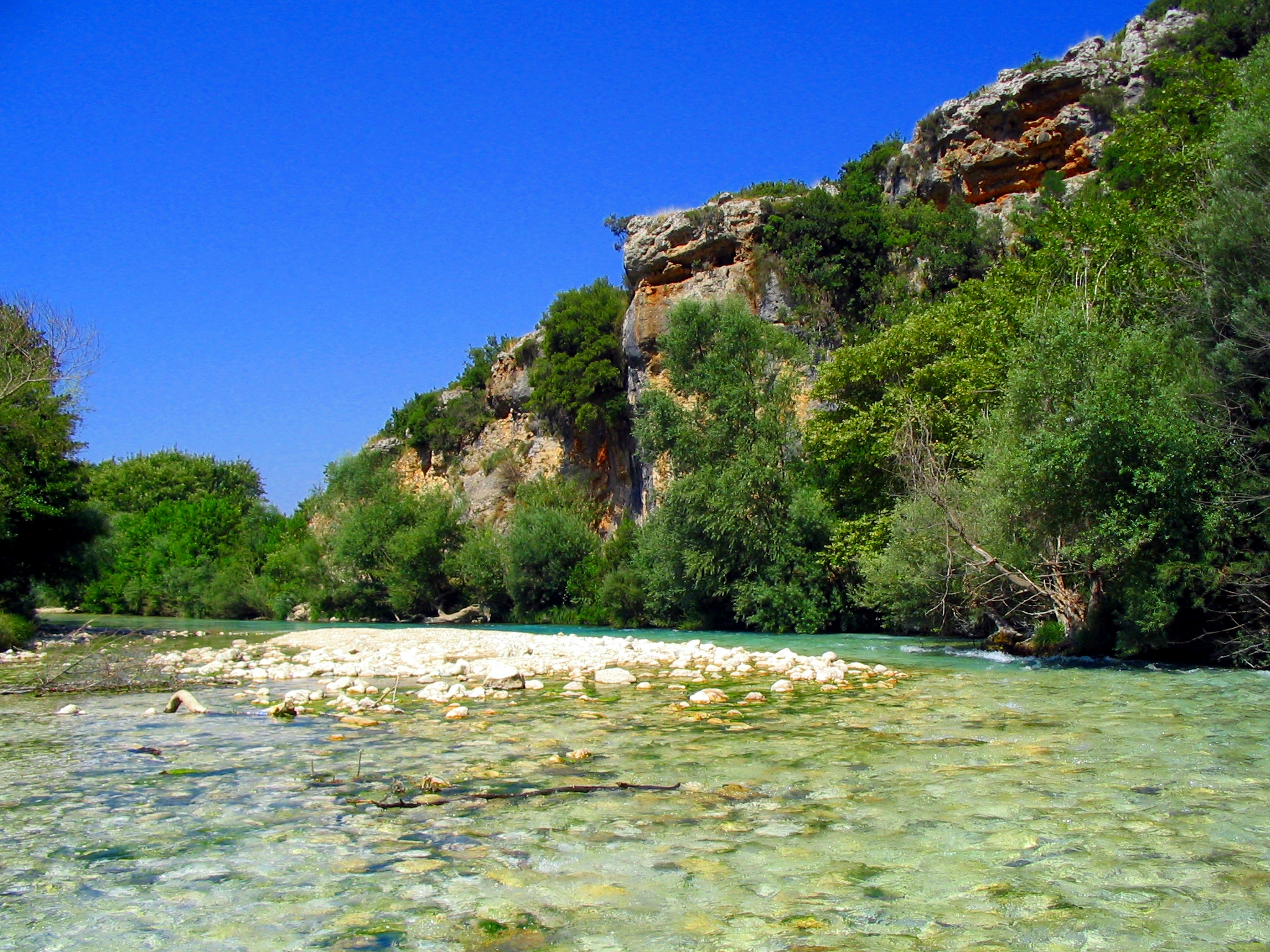
Impression 2
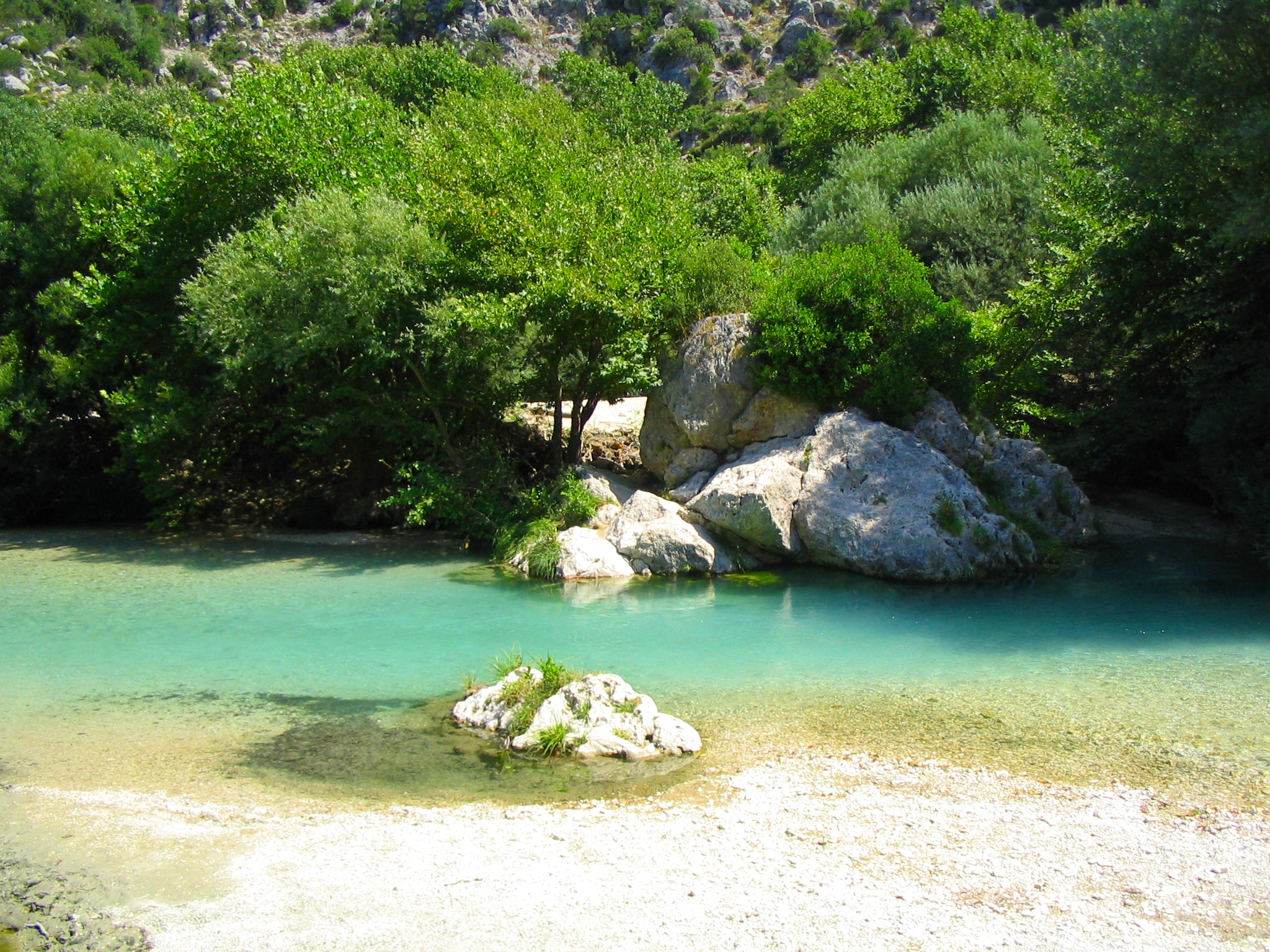
Impression 3